# Stalolidia paracingulata
Stalolidia paracingulata är en insektsart som beskrevs av Rauno E. Linnavuori 1956. Stalolidia paracingulata ingår i släktet Stalolidia och familjen dvärgstritar. Inga underarter finns listade i Catalogue of Life.